# Partecipanti al Giro di Svizzera 2004
Elenco dei partecipanti al Giro di Svizzera 2004.
Al via si sono presentate 18 squadre, per un totale di 144 atleti iscritti. I ciclisti arrivati al traguardo finale sono stati 106, mentre 38 si sono ritirati, con una percentuale di arrivi pari al 73%.

## Corridori per squadra
Nota: R ritirato, NP non partito, FT fuori tempo.
| T-Mobile Team                              | T-Mobile Team                              | T-Mobile Team                              | Fassa Bortolo                     | Fassa Bortolo                     | Fassa Bortolo                     | Phonak Hearing Systems               | Phonak Hearing Systems               | Phonak Hearing Systems               |
| ------------------------------------------ | ------------------------------------------ | ------------------------------------------ | --------------------------------- | --------------------------------- | --------------------------------- | ------------------------------------ | ------------------------------------ | ------------------------------------ |
| 1                                          | Aleksandr Vinokurov                        | R 2ª                                       | 61                                | Fabian Cancellara                 | 63º                               | 121                                  | Alex Zülle                           | 54º                                  |
| 2                                          | Santiago Botero                            | 55º                                        | 62                                | Francesco Chicchi                 | 106º                              | 122                                  | Niki Aebersold                       | 49º                                  |
| 3                                          | Giuseppe Guerini                           | 8º                                         | 63                                | Massimo Codol                     | 39º                               | 123                                  | Oscar Camenzind                      | 9º                                   |
| 4                                          | Sergej Ivanov                              | 64º                                        | 64                                | Tom Danielson                     | R 8ª                              | 124                                  | Martin Elmiger                       | 45º                                  |
| 5                                          | Daniele Nardello                           | 53º                                        | 65                                | Kim Kirchen                       | 26º                               | 125                                  | Alexandre Moos                       | 14º                                  |
| 6                                          | Tobias Steinhauser                         | R 4ª                                       | 66                                | Alberto Ongarato                  | 103º                              | 126                                  | Santiago Pérez                       | 29º                                  |
| 7                                          | Jan Ullrich                                | 1º                                         | 67                                | Dario David Cioni                 | 3º                                | 127                                  | Grégory Rast                         | 56º                                  |
| 8                                          | Steffen Wesemann                           | R 6ª                                       | 68                                | Volodymyr Hustov                  | 19º                               | 128                                  | Daniel Schnider                      | 25º                                  |
| Manager: Mario Kummer                      | Manager: Mario Kummer                      | Manager: Mario Kummer                      | Manager: Alberto Volpi            | Manager: Alberto Volpi            | Manager: Alberto Volpi            | Manager: Álvaro Pino/René Savary     | Manager: Álvaro Pino/René Savary     | Manager: Álvaro Pino/René Savary     |
| Alessio-Bianchi                            | Alessio-Bianchi                            | Alessio-Bianchi                            | Gerolsteiner                      | Gerolsteiner                      | Gerolsteiner                      | Quick Step-Davitamon                 | Quick Step-Davitamon                 | Quick Step-Davitamon                 |
| 11                                         | Fabio Baldato                              | 88º                                        | 71                                | Georg Totschnig                   | 4º                                | 131                                  | Paolo Bettini                        | NP 9ª                                |
| 12                                         | Pietro Caucchioli                          | 35º                                        | 72                                | Gianni Faresin                    | R 5ª                              | 132                                  | László Bodrogi                       | 24º                                  |
| 13                                         | Raffaele Ferrara                           | 93º                                        | 73                                | Robert Förster                    | R 4ª                              | 133                                  | Davide Bramati                       | 91º                                  |
| 14                                         | Martin Hvastija                            | 94º                                        | 74                                | Markus Fothen                     | 40º                               | 134                                  | Aurélien Clerc                       | 83º                                  |
| 15                                         | René Jørgensen                             | 67º                                        | 75                                | Olaf Pollack                      | R 6ª                              | 135                                  | Bram Tankink                         | R 3ª                                 |
| 16                                         | Claus Michael Møller                       | NP 5ª                                      | 76                                | Marco Serpellini                  | 58º                               | 136                                  | Luca Paolini                         | R 3ª                                 |
| 17                                         | Scott Sunderland                           | 44º                                        | 77                                | Marcel Strauss                    | 66º                               | 137                                  | Patrik Sinkewitz                     | 7º                                   |
| 18                                         | Ruslan Ivanov                              | 62º                                        | 78                                | Markus Zberg                      | R 4ª                              | 138                                  | Jurgen Van Goolen                    | NP 9ª                                |
| Manager: Dario Mariuzzo                    | Manager: Dario Mariuzzo                    | Manager: Dario Mariuzzo                    | Manager: Udo Bölts                | Manager: Udo Bölts                | Manager: Udo Bölts                | Manager: Wilfried Peters             | Manager: Wilfried Peters             | Manager: Wilfried Peters             |
| Crédit Agricole                            | Crédit Agricole                            | Crédit Agricole                            | Lampre                            | Lampre                            | Lampre                            | Rabobank                             | Rabobank                             | Rabobank                             |
| 21                                         | Stéphane Augé                              | 105º                                       | 81                                | Francesco Casagrande              | NP 7ª                             | 141                                  | Marc Wauters                         | 76º                                  |
| 22                                         | Julian Dean                                | 71º                                        | 82                                | Sergio Barbero                    | 43º                               | 142                                  | Jan Boven                            | 80º                                  |
| 23                                         | Sébastien Hinault                          | 89º                                        | 83                                | Wladimir Belli                    | R 4ª                              | 143                                  | Maarten den Bakker                   | 78º                                  |
| 24                                         | Bradley Wiggins                            | 99º                                        | 84                                | Gianluca Bortolami                | 81º                               | 144                                  | Mathew Hayman                        | 97º                                  |
| 25                                         | Andrej Kašečkin                            | 22º                                        | 85                                | Alessandro Cortinovis             | 32º                               | 145                                  | Robert Hunter                        | 61º                                  |
| 26                                         | Éric Leblacher                             | 36º                                        | 86                                | Simone Bertoletti                 | 86º                               | 146                                  | Grischa Niermann                     | 17º                                  |
| 27                                         | Sébastien Joly                             | 28º                                        | 87                                | Juan Manuel Gárate                | 60º                               | 147                                  | Thorwald Veneberg                    | 34º                                  |
| 28                                         | Damien Nazon                               | 104º                                       | 88                                | Francisco Vila                    | 11º                               | 148                                  | Pieter Weening                       | NP 7ª                                |
| Manager: Denis Roux                        | Manager: Denis Roux                        | Manager: Denis Roux                        | Manager: Fabrizio Bontempi        | Manager: Fabrizio Bontempi        | Manager: Fabrizio Bontempi        | Manager: Adri van Houwelingen        | Manager: Adri van Houwelingen        | Manager: Adri van Houwelingen        |
| Chocolade Jacques-Wincor Nixdorf           | Chocolade Jacques-Wincor Nixdorf           | Chocolade Jacques-Wincor Nixdorf           | Lotto-Domo                        | Lotto-Domo                        | Lotto-Domo                        | Saeco Macchine per Caffè             | Saeco Macchine per Caffè             | Saeco Macchine per Caffè             |
| 31                                         | Andoni Aranaga                             | R 8ª                                       | 91                                | Axel Merckx                       | 18º                               | 151                                  | Antonio Bucciero                     | R 6ª                                 |
| 32                                         | Bert Hiemstra                              | 92º                                        | 92                                | Rik Verbrugghe                    | 27º                               | 152                                  | Salvatore Commesso                   |                                      |
| 33                                         | Christophe Stevens                         | R 8ª                                       | 93                                | Robbie McEwen                     | NP 7ª                             | 153                                  | Gerrit Glomser                       | NP 9ª                                |
| 34                                         | John Gadret                                | R 3ª                                       | 94                                | Glenn D'Hollander                 | 101º                              | 154                                  | David Loosli                         | R 7ª                                 |
| 35                                         | Gerben Löwik                               | 85º                                        | 95                                | Thierry Marichal                  | 95º                               | 155                                  | Juan Fuentes Angullo                 |                                      |
| 36                                         | Zbigniew Piatek                            | 42º                                        | 96                                | Christophe Detilloux              | R 6ª                              | 156                                  | Jörg Ludewig                         |                                      |
| 37                                         | Bart Voskamp                               | 70º                                        | 97                                | Wim Vansevenant                   | 87º                               | 157                                  | Evgenij Petrov                       |                                      |
| 38                                         | Geert Verheyen                             | 51º                                        | 98                                | Kevin Van Impe                    | R 6ª                              | 158                                  | Marius Sabaliauskas                  |                                      |
| Manager: Johan Capiot                      | Manager: Johan Capiot                      | Manager: Johan Capiot                      | Manager: Hendrik Redant           | Manager: Hendrik Redant           | Manager: Hendrik Redant           | Manager: Guido Bontempi              | Manager: Guido Bontempi              | Manager: Guido Bontempi              |
| Team CSC                                   | Team CSC                                   | Team CSC                                   | Milaneza-Maia                     | Milaneza-Maia                     | Milaneza-Maia                     | Saunier Duval-Prodir                 | Saunier Duval-Prodir                 | Saunier Duval-Prodir                 |
| 41                                         | Bobby Julich                               | 13º                                        | 101                               | David Bernabéu                    | 52º                               | 161                                  | Fabian Jeker                         | 2º                                   |
| 42                                         | Michael Blaudzun                           | 31º                                        | 102                               | Andrej Zinčenko                   | 23º                               | 162                                  | Rubens Bertogliati                   | 90º                                  |
| 43                                         | Bekim Christensen                          | 59º                                        | 103                               | Rui Lavarinhas                    | 16º                               | 163                                  | Juan Gomis López                     | R 1ª                                 |
| 44                                         | Fabrizio Guidi                             | R 6ª                                       | 104                               | Pedro Cardoso                     | 41º                               | 164                                  | Juan José Cobo                       | 102º                                 |
| 45                                         | Tristan Hoffman                            | 100º                                       | 105                               | Rui Sousa                         | 33º                               | 165                                  | Rubén Lobato                         | R 8ª                                 |
| 46                                         | Peter Luttenberger                         | R 6ª                                       | 106                               | Txema del Olmo                    | 6º                                | 166                                  | Alberto Loddo                        | R 3ª                                 |
| 47                                         | Fränk Schleck                              | 30º                                        | 207                               | Gonçalo José Amorim Valada        | R 4ª                              | 167                                  | David Cañada                         | 10º                                  |
| 48                                         | Vladimir Gusev                             | 65º                                        | 108                               | Bruno Castanheira                 | 74º                               | 168                                  | Oliver Zaugg                         | R 7ª                                 |
| Manager: Sean Yates                        | Manager: Sean Yates                        | Manager: Sean Yates                        | Manager: Manuel Zeferino          | Manager: Manuel Zeferino          | Manager: Manuel Zeferino          | Manager: Pietro Algeri/Matteo Algeri | Manager: Pietro Algeri/Matteo Algeri | Manager: Pietro Algeri/Matteo Algeri |
| Domina Vacanze                             | Domina Vacanze                             | Domina Vacanze                             | Mr Bookmaker.com-Palmans          | Mr Bookmaker.com-Palmans          | Mr Bookmaker.com-Palmans          | Vini Caldirola-Nobili Rubinetterie   | Vini Caldirola-Nobili Rubinetterie   | Vini Caldirola-Nobili Rubinetterie   |
| 51                                         | Gian Matteo Fagnini                        | 98º                                        | 111                               | Ángel Castresana                  | 38º                               | 171                                  | Stefano Garzelli                     | R 4ª                                 |
| 52                                         | Aleksandr Baženov                          | R 8ª                                       | 112                               | Johan Coenen                      | 57º                               | 172                                  | Roger Beuchat                        | 3º                                   |
| 53                                         | David Clinger                              | R 3ª                                       | 113                               | Davy Commeyne                     | 47º                               | 173                                  | Patrick Calcagni                     | 72º                                  |
| 54                                         | Murilo Fischer                             | 69º                                        | 114                               | Roger Hammond                     | 73º                               | 174                                  | Mauro Gerosa                         | 50º                                  |
| 55                                         | Massimiliano Gentili                       | 48º                                        | 115                               | Jeremy Hunt                       | 96º                               | 175                                  | Marco Milesi                         | 68º                                  |
| 56                                         | Timothy Jones                              | R 8ª                                       | 116                               | Erwin Thijs                       | 75º                               | 176                                  | Pavel Tonkov                         | 20º                                  |
| 57                                         | Aleksandr Kolobnev                         | 15º                                        | 117                               | Ben Day                           | 79º                               | 177                                  | Steve Zampieri                       | 12º                                  |
| 58                                         | Andris Naudužs                             | R 4ª                                       | 118                               | Peter Wuyts                       | 84º                               | 178                                  | Marco Zanotti                        | R 6ª                                 |
| Manager: Antonio Salutini/Riccardo Magrini | Manager: Antonio Salutini/Riccardo Magrini | Manager: Antonio Salutini/Riccardo Magrini | Manager: Hilaire Van Der Schueren | Manager: Hilaire Van Der Schueren | Manager: Hilaire Van Der Schueren | Manager: Valerio Tebaldi             | Manager: Valerio Tebaldi             | Manager: Valerio Tebaldi             |